# 強烈熱帶風暴蝎虎 (2016年)
強烈熱帶風暴蝎虎（英語：Severe Tropical Storm Tokage，國際編號：1625，聯合颱風警報中心：WP292016，菲律賓大氣地球物理和天文服務管理局：Marce）為2016年太平洋颱風季第25個被命名的風暴。「蠍虎」一名由日本提供，意義是十二星座裏的蝎虎星座。蝎虎在菲律賓近岸生成，在副熱帶高壓脊的引導下，呈西進形風暴特徵，被升格為熱帶低氣壓後在菲律賓登陸。登陸後因高空輻散極佳、垂直風切變微弱未有消散，更在內陸加強為熱帶風暴。可是一股東北季候風南下把蝎虎推向西南，之後更在海上消散。

## 發展過程
2016年11月23日，一個低壓區在菲律賓東方海面生成，美國海軍研究實驗室給予擾動編號98W。及後，聯合颱風警報中心對其在24小時內形成為熱帶氣旋的機會評為「高」，並同步發出熱帶氣旋形成警報。香港天文台於24日下午五時把其升為熱帶低氣壓，各氣象台亦先後把其升為熱帶低氣壓。在其橫過菲律賓時，日本气象厅把其升格為熱帶風暴，並將其命名為「蝎虎」、國際編號1625。香港天文台亦於25日上午八時把其升為熱帶風暴。副熱帶高壓脊西南側的偏東氣流驅使其快速向西北偏西移動。26日11時，香港天文台把其升為強烈熱帶風暴，部分氣象台跟隨。受乾燥的東北季候風影響下，蝎虎移動緩慢。27日，蝎虎轉向西南偏西方向移動，並逐漸減弱。其對流雲團開始脫離中心，並向日本移動。香港天文台於晚上11時把蝎虎降回熱帶風暴，更於28日上午8時降為熱帶低氣壓，最後於下午五時降為低壓區。

## 影響

### 臺灣
蝎虎的環流雖未影響臺灣，但蝎虎為東北季風提供充足水氣，臺灣27日上半天出現降雨。

### 香港
蝎虎曾進入香港800公里範圍，部分傳媒因此炒作蝎虎會令香港天文台在11月底仍發出熱帶氣旋警告信號，但當然最後事實並不如此。香港天文台亦曾表示發出熱帶氣旋警告的機會非常低。。

## 熱帶氣旋警告使用紀錄

### 菲律賓
| 菲律賓大氣地球物理和天文服務管理局 風暴信號 | 菲律賓大氣地球物理和天文服務管理局 風暴信號 | 菲律賓大氣地球物理和天文服務管理局 風暴信號 |
| ------------------------------------------- | ------------------------------------------- | ------------------------------------------- |
| 上一熱帶氣旋                                | 一號風暴信號                                | 下一熱帶氣旋                                |
| 超強颱風海馬                                | 一號風暴信號                                | 颱風洛坦                                    |
| 超強颱風海馬                                | 二號風暴信號                                | 颱風洛坦                                    |

### 中國大陸
| 中國國家氣象中心 颱風預警信號 | 中國國家氣象中心 颱風預警信號 | 中國國家氣象中心 颱風預警信號 |
| ----------------------------- | ----------------------------- | ----------------------------- |
| 上一熱帶氣旋                  | 颱風黃色預警信號              | 下一熱帶氣旋                  |
| 超強颱風海馬                  | 颱風黃色預警信號              | 強熱帶風暴苗柏                |
| 強熱帶風暴艾利                | 颱風藍色預警信號              | 超強颱風洛坦                  |

## 外部連結
| 太平洋颱風季             |
| 主題頁 - 專題 - 編輯指南 |

- （英文）颱風2000：各氣象部門對蝎虎的預測路徑集合 （页面存档备份，存于）
- （英文）美國太空總署：相關資料[]
- （日語）日本氣象廳：數位颱風網資料（日文版 （页面存档备份，存于）、英文版 （页面存档备份，存于））、1625最佳路徑數據（日文版 （页面存档备份，存于）、英文版 （页面存档备份，存于））、2016年熱帶氣旋最佳路徑圖（日文版 （页面存档备份，存于）、英文版 （页面存档备份，存于））、2016年熱帶氣旋最佳路徑數據 （页面存档备份，存于）、《2016年熱帶氣旋年刊》 （页面存档备份，存于）
- （英文）美國聯合颱風警報中心：29W最佳路徑數據 （页面存档备份，存于）、蝎虎路徑圖、《2016年熱帶氣旋年刊》 （页面存档备份，存于）
- （英文）美國海軍研究實驗室：29W檔案[]
- （简体中文）中國國家氣象中心：2016年熱帶氣旋最佳路徑數據 （页面存档备份，存于）
- （繁體中文）臺灣交通部中央氣象局：颱風資料庫——蝎虎、蝎虎最佳路徑圖
- （繁體中文）香港天文台：2016年11月熱帶氣旋概述 （页面存档备份，存于）、《天氣隨筆：預報員的抉擇》 （页面存档备份，存于）、實時天氣稿（11月24日 （页面存档备份，存于）－25日 （页面存档备份，存于）－26日 （页面存档备份，存于）－27日 （页面存档备份，存于）－28日 （页面存档备份，存于））、《2016熱帶氣旋年刊》 （页面存档备份，存于）
- （英文）菲律賓大氣地球物理和天文管理局：熱帶氣旋發佈存檔 （页面存档备份，存于）、《2016年熱帶氣旋路徑年報》 （页面存档备份，存于）